# Pokémon Mini
Pokémon Mini (ポケモンミニ?), reso graficamente "Pokémon mini", è una console portatile a giochi intercambiabili prodotta e distribuita da Nintendo nel 2001, basata sulla serie Pokémon.
Si tratta della più piccola console a cartucce mai prodotta da Nintendo: è un sistema portatile dotato di schermo in bianco e nero, tre tasti azione più croce direzionale, un orologio integrato, un piccolo solenoide per la vibrazione e un sensore di movimento. I giochi vengono forniti su cartucce della dimensione di un francobollo, ed è possibile collegare due Pokémon mini tra loro tramite porta infrarossi per le modalità multigiocatore. Il Pokémon Mini fu prodotto in tre colori, azzurro, verde e viola, ispirati rispettivamente ai Pokémon della seconda generazione Wooper, Chikorita e Smoochum.

## Storia
Il Pokémon Mini, con il suo semplice schermo monocromatico, aveva già a suo tempo delle caratteristiche rétro, eppure le sue capacità interattive (collegamento a infrarossi, vibrazione, sensore di impatto) erano avanti anche rispetto al contemporaneo Game Boy Advance.
Tuttavia, essendo orientato solo ai giochi dei Pokémon, si rivolgeva più al mercato dei giocattoli per bambini. Il prezzo della console era economico (40£ nel Regno Unito), ma le cartucce erano relativamente costose (20£ nel Regno Unito) per giochi di livello inferiore a quelli del Game Boy Advance o del Game Boy Color, che pure avevano i loro titoli sui Pokémon.
Il lancio della console avvenne il 14 novembre 2001 negli USA, in seguito giunse anche in Europa e Giappone. I giochi uscirono abbastanza costantemente, circa uno al mese, fino all'ultimo, Pokémon Breeder, uscito a dicembre 2002 solo in Giappone. La vita commerciale del sistema, di circa un anno, fu quindi piuttosto breve.
Tuttavia nel 2003 uscì Pokémon Channel per GameCube, di per sé un gioco non molto rilevante, ma che include una simulazione del Pokémon Mini, fornita di alcuni giochi in versione demo e del gioco completo inedito Snorlax's Lunchtime. Questo emulatore fu un aiuto decisivo per alcuni appassionati che riuscirono a fare l'ingegneria inversa della console, permettendo così di produrre giochi homebrew, per i quali la Nintendo non aveva dato altrimenti alcun supporto. Nel giro di un anno un gruppo della demoscene pubblicò il demo SHIzZLE, che dimostrò la possibilità di realizzare notevoli effetti grafici fino ad allora inediti sul Mini.

## Caratteristiche tecniche

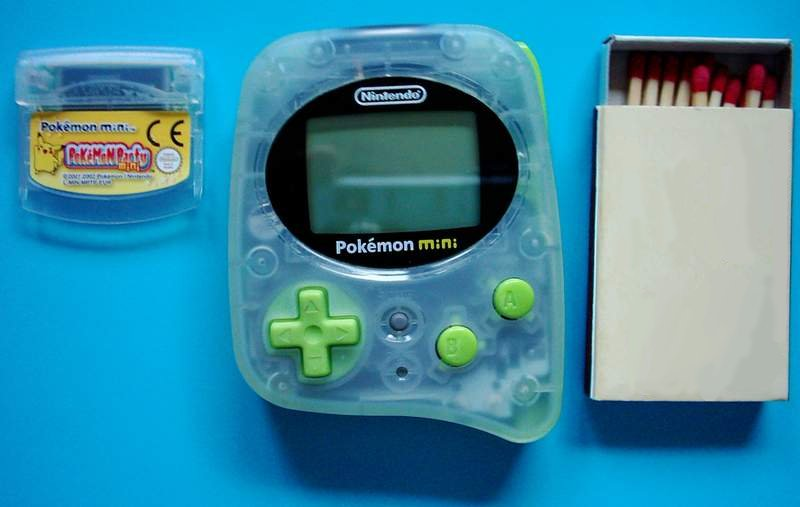
Una cartuccia di Pokémon Party Mini e un Pokémon Mini di colorazione verde acqua, paragonati a una scatola di cerini

- CPU 8 bit, 4 MHz, Seiko Epson S1C88[6]
- Schermo LCD monocromatico di 96 x 64 pixel[2]
- Audio monofonico PWM a tre livelli di volume[2]
- Cartucce fino a 8 Mbit, ma tutte quelle commercializzate sono da 4 Mbit[2]
- BIOS interno da 4 kB[2]
- 4 kB di RAM interna (condivisa con il sottosistema video)[2]
- Bus delle cartucce da 21-bit[7]
- 256 registri hardware, la maggior parte dei quali sono Open-Bus[7]
- EEPROM esterna I²C da 8 kB[2]
- Real-time clock[2]
- Trasmettitore a infrarossi per il multigiocatore, distanza massima di un metro, fino a 6 giocatori[3]
- Effetto di vibrazione (funzione Rumble)[3]
- Sensore di impatto che permette di controllare certe schermate agitando la console[3]
- Dimensioni: 74 mm x 58 mm x 23 mm[8]
- Peso: 70 g (incluse batteria e cartuccia)[8]
- Alimentazione: 1 batteria AAA (durata 60 ore circa)[8]

## Videogiochi
I giochi pubblicati ufficialmente dalla Nintendo furono soltanto 10 (tra parentesi lo sviluppatore):
- Pokémon Party Mini (Denyusha), raccolta di 8 minigiochi, inclusa nella confezione della console
- Pokémon Pinball Mini (Jupiter), una specie di flipper
- Pokémon Puzzle Collection (Jupiter), raccolta di differenti puzzle e altri rompicapo
- Pokémon Puzzle Collection Vol. 2 (Denyusha), seguito della raccolta precedente, pubblicato solo in Giappone
- Pokémon Zany Cards (Denyusha), serie di quattro giochi di carte
- Pokémon Tetris, in Giappone Pokémon Shock Tetris (Nintendo), Tetris con i Pokémon come bonus
- Pokémon Race Mini (Jupiter), gioco di corse a piedi a scorrimento orizzontale
- Pichu Bros. Mini (Denyusha), raccolta di minigiochi
- Togepi's Great Adventure (Jupiter), si deve far rotolare il Pokémon attraverso 300 labirinti
- Pokémon Breeder Mini (Jupiter), una specie di Tamagotchi con tre Pokémon iniziali della terza generazione

Inoltre uscì Snorlax's Lunch Time (Ambrella), come gioco esclusivo del simulatore di Pokémon Mini presente all'interno del videogioco Pokémon Channel.
A questi si aggiungono diversi giochi amatoriali non legati al tema dei Pokémon, originali o ispirati a titoli esistenti, giocabili anche su veri Pokémon Mini grazie a una cartuccia programmabile flash in commercio.